# Cody Legebokoff
Cody Alan Legebokoff es un asesino en serie canadiense condenado en 2014 por la Corte Suprema de Columbia Británica por asesinar a tres mujeres y una adolescente entre 2009 y 2010 en o cerca de la ciudad de Prince George, Columbia Británica. Es uno de los asesinos en serie condenados más jóvenes de Canadá y su juicio atrajo la atención nacional. Una joven de 15 años, Loren Donn Leslie, ha sido incluida en la lista de mujeres y niñas desaparecidas sospechosas de ser víctimas de los asesinatos de la Carretera de las lágrimas. 

## Antecedentes
Cody Legebokoff es un ciudadano canadiense nacido el 21 de enero de 1990 y criado en Fort St. James, un municipio de distrito en la Columbia Británica rural. Sus amigos y familiares lo han descrito como un joven popular que competía en el hockey sobre hielo y no mostraba propensión a la violencia. Aunque Legebokoff tenía antecedentes penales menores, no estaba "en el radar" de la policía local.
Después de graduarse en la Escuela Secundaria de Fort St. James, Legebokoff vivió brevemente en Lethbridge, Alberta, antes de mudarse a Prince George. Allí compartió un apartamento con tres amigas íntimas y trabajó en un concesionario de Ford. En su tiempo libre, Legebokoff frecuentaba el sitio de redes sociales canadienses Nexopia, usando el nombre de "1CountryBoy".

## Arresto en 2010
El 27 de noviembre de 2010, aproximadamente a las 9:45 p. m., el agente novato de la Real Policía Montada del Canadá, el agente Aaron Kehler, observó cómo Legebokoff empujaba su camioneta hasta la autopista 27 de la Columbia Británica desde un remoto camino forestal. Según un informe del caso escrito por el agente, la camioneta GMC del 2004 circulaba a una velocidad errática y, por una corazonada, Kehler decidió detener el vehículo para hacer un control de tráfico rutinario. Creyó que era extraño e incluso sospechoso que alguien circulara por ese camino, tan tarde, en el gélido noviembre. Sospechaba que el conductor había estado cazando furtivamente en los bosques y le hizo señas para que se detuviese.
El oficial se unió a un segundo oficial de RCMP. Al acercarse al vehículo, los oficiales dicen que vieron que Legebokoff tenía manchas de sangre en la cara, en la barbilla y en las piernas y había un charco de sangre en la estera del conductor. Los oficiales dijeron que al buscar en la camioneta descubrieron una herramienta múltiple y una llave cubiertas de sangre, así como una mochila y una billetera que contenía una tarjeta de un hospital para niños con el nombre de Loren Leslie. Cuando se le preguntó acerca de las manchas de sangre que tenía, Legebokoff supuestamente dijo que estaba cazando furtivamente y había matado a un ciervo porque: "Soy un campesino sureño, eso es lo que hacemos para divertirnos". En la camioneta no había ningún cadáver de venado.
Los oficiales arrestaron a Legebokoff bajo la Ley de Vida Silvestre de Canadá y solicitaron la ayuda de un oficial de conservación de la naturaleza con habilidades para rastrear animales. El policía siguió las huellas de los neumáticos del vehículo de Legebokoff camino arriba arriba y, en la nieve recién caída encontró huellas que condujeron a los restos de Loren Donn Leslie. Después del arresto de Legebokoff en relación con la muerte de Leslie, el análisis de ADN lo relacionó con las muertes de Jill Stacey Stuchenko, Cynthia Frances Maas y Natasha Lynn Montgomery.

## Víctimas
La policía alega que Legebokoff es responsable de los asesinatos de: 
- Jill Stacey Stuchenko, de 35 años, madre de seis hijos, vista por última vez el 9 de octubre de 2009. Fue encontrada muerta cuatro días después en una gravera abandonada en las afueras de Prince George, Columbia Británica.[11]
- Natasha Lynn Montgomery, 23 años, madre de dos hijos, vista por última vez el 31 de agosto o principios del 1 de septiembre de 2010. Su cuerpo nunca fue encontrado, pero su ADN fue encontrado en muestras tomadas en el apartamento de Legebokoff.
- Cynthia Frances Maas, de 35 años, vista por última vez el 10 de septiembre de 2010. Su cuerpo fue encontrado en un parque de Prince George el mes siguiente. Maas murió de un traumatismo contundente en la cabeza y heridas penetrantes. Tenía un agujero en el omóplato, una quijada y un pómulo rotos, y lesiones en el cuello que eran consistentes con el pisotón de alguna persona.

La Corona ha afirmado que Stuchenko, Montgomery y Maas habían trabajado en el comercio sexual. Legebokoff era adicto a la cocaína y utilizó a las prostitutas para conseguirle la droga.
- Loren Donn Leslie, 15 años, asesinada el 27 de noviembre de 2010.[12] Leslie era mucho más joven que las otras víctimas y supuestamente conoció a Legebokoff en línea en el sitio web Nexopia. Era legalmente ciega, tenía un ojo completamente ciego y un 50% de visión en el otro.[13] Leslie está incluida en la lista de víctimas de asesinato encontradas a lo largo de la "Carretera de las Lágrimas" en el norte de Columbia Británica.[14]

## Juicio
El juicio de Legebokoff por cuatro cargos de asesinato estaba originalmente programado para comenzar en septiembre de 2013, pero se retrasó un mes hasta octubre y luego nuevamente hasta junio de 2014. Legebokoff se declaró inocente de los cuatro cargos de asesinato. El juez y 12 miembros del jurado escucharon el testimonio de 93 testigos de la Corona y el del acusado.
Legebokoff testificó durante el juicio que estuvo "involucrado" en tres de las muertes, pero afirmó que no cometió los asesinatos. Alegó que un traficante de drogas y dos cómplices, a quienes solo nombraría como "X, Y y Z", eran los verdaderos asesinos. Los fiscales no aceptaron este intento de declararse culpable del cargo menor de asesinato en segundo grado. 

## Resultados
Legebokoff fue condenado por cuatro cargos de asesinato en primer grado el 11 de septiembre de 2014.

### Sentencia
El 16 de septiembre de 2014, Legebokoff fue sentenciado a cadena perpetua sin libertad condicional durante 25 años. Además, el juez Glen Parrett del Tribunal Supremo de B.C. lo inscribió en el registro nacional de delincuentes sexuales, dadas las agresiones sexuales cometidas como parte de los asesinatos y la aparente degradación de los cuerpos de las víctimas por parte de Legebokoff. "Carece de toda pizca de empatía o remordimiento", dijo Parrett sobre el asesino. "No se le debería permitir volver a caminar entre nosotros.

### Apelación
En febrero de 2015, Legebokoff presentó una apelación debido a decisiones contra el cambio de sede y la representación legal del acusado. En septiembre de 2016, los tres jueces en el caso de la Corte de Apelaciones de BC respaldaron la decisión del juez original.
Legebokoff fue encarcelado originalmente en la Institución Kent, pero fue transferido en marzo de 2019 a la Institución Warkworth.

## Legado
El caso de Legebokoff y Loren Leslie está tratado en el documental "Highway of Tears" de 2015. El escritor floridano J.T. Hunter hizo un perfil de Legebokoff en el libro The Country Boy Killer: The True Story of Cody Legebokoff, el asesino en serie de adolescentes de Canadá, publicado en 2015.